# Parastenocaris mahanadi
Parastenocaris mahanadi is een eenoogkreeftjessoort uit de familie van de Parastenocarididae. De wetenschappelijke naam van de soort is voor het eerst geldig gepubliceerd in 2007 door Reddy & Defaye.